# اورنج ایویشین
اورنج ایویشین (به انگلیسی: Orange Aviation) یک شرکت هواپیمایی با کد یاتا ۰ است که در تاریخ ۱۹۷۴ میلادی تأسیس شده است.
دفتر مرکزی اورنج ایویشین در اسرائیل واقع شده‌است و قطب این شرکت هواپیمایی در فرودگاه بین‌المللی بن گوریون قرار دارد.